# Marianna, Arkansas
Marianna là một thành phố thuộc quận Lee, tiểu bang Arkansas, Hoa Kỳ. Năm 2010, dân số của thành phố này là 4115 người.

## Dân số
- Dân số năm 2000: 5181 người.
- Dân số năm 2010: 4115 người.